# Євтушенко Станіслав Костянтинович
Євтушенко Станіслав Костянтинович (1941) — доктор медичних наук, професор, заслужений діяч науки і техніки України. Академік Академії наук вищої школи України, член Американської академії церебрального паралічу, лауреат Державної премії України в галузі науки і техніки.

## Біографія
Євтушенко Станіслав Костянтинович — лікар-невропатолог, завідувач кафедри дитячої та загальної неврології Донецького національного медичного університету ім. М. Горького, організатор Обласного дитячого клінічного центру нейрореабілітації.

## Серед робіт
- «Епілепсії у дітей», 2014; співавтори Хобзей Микола Кузьмич, Міщенко Тамара Сергіївна, Морозов Анатолій Миколайович, Степаненко Алла Василівна, Горанський Юрій Іванович, Донченко Тетяна Миколаївна, Дубенко Андрій Євгенович, Горачук Вікторія Валентинівна, Зінченко Олена Миколаївна[1]

## Відзнаки та нагороди
Почесний громадянин міста Сніжне, нагороджений орденом «За заслуги» III ступеня.